# Tito Aurelio Quieto
Tito Aurelio Quieto (en latín Titus Aurelius Quietus) fue un senador romano del siglo I, que desarrolló su carrera bajo Nerón, Vespasiano, Tito y Domiciano.

## Carrera política
Su primer cargo conocido fue el de Legado de la provincia Licia y Panfilia. Entre 78 y 81, bajo Tito, por lo que debió ser pretor hacia 77, bajo Vespasiano. A continuación, entre septiembre y diciembre de 82 fue nombrado por Domiciano consul suffectus.